# 高橋哲夫 (観光学者)
高橋 哲夫（たかはし てつお、1951年1月27日 - ）は、日本の観光学研究者、文化学園大学教授。日本航空出身で、取締役を務めたほか、関連会社の社長職などを歴任した。

## 経歴
1974年に一橋大学法学部を卒業して、日本航空に入社し、ワシントンD.C.やニューヨーク駐在を含め、航空会社の実務を幅広く経験した。
2005年、日本航空インターナショナル取締役兼日本航空ジャパン取締役となり、空港サービスを担当した。2006年には、当時の新町敏行社長らに退任を要求する「クーデター劇」を起こした4人の取締役のひとりとなり、その事態収拾の中で、取締役を退任した。その後は、2006年にジャルロイヤルケータリング社長、2008年にジャルパック社長となり、さらに独立行政法人国際観光振興機構 (JNTO) 監事などを歴任し、2010年に文化学園大学現代文化学部教授となった。